# 오시마 도모노조
오시마 도모노조(大島 友之允, おおしま とものじょう, 분세이 9년 6월 23일(1826년 7월 27일) - 1882년(메이지 15년) 8월 9일)는, 일본 에도 시대 후기부터 메이지 시대에 걸쳐 활약한 쓰시마 후추번사, 외교관이다. 메이지 유신 직후 조선과의 교섭에 참여했다.
휘는 처음에는 도모노부(朝信)였으나 훗날 번주 요시아키라의 이름자 한 글자를 하사받아 마사토모(正朝)로 개명했다. 호는 사수(似水), 가명은 나카무라 신조(中村信造)이다.

## 경력
쓰시마 후추번의 상사(上士)로 가록(家禄) 120석의 오시마 도모(大島半)의 아들로 태어났다. 그러나 아버지 도모가 질책을 받고 중간 인사로 격하되고, 가계는 압박했다. 고카 원년(1844년)에 출사하여 안세이 원년(1854년)에 나가사키에 파견, 조선의 표류민에 대한 처리를 맡았다. 2년, 상사가 되어 120석으로 돌아왔다. 안세이 2년(1855년)부터 3년간 규슈에 파견되어 대포 주조를 맡았다. 안세이 6년(1859년 ), 존왕양이론을 주창하고 칩거하게 된다. 분큐 2년(1862년), 쓰시마 후추번주의 계승 문제로 동지 40명과 함께 에도로 가서 좌막파(佐幕派) 에도 가로 사스 이오리(佐須伊織)를 암살하고, 차기 영주로 시게마사(重正)를 옹립했다. 이듬해 분큐 3년(1863년)에는 오사카 유수번(留守居) · 국사주선괘를 맡았다.
막부 말기의 쓰시마 후추번은 재정난에 시달리고 있었으며, 오시마는 도움을 요청하기 위해 분주했다. 그 중 분큐 3년(1863년) 5월 로주 · 이타쿠라 가쓰키요의 보좌였던 야마다 호코쿠와 회견한다. 이때 중국 대륙으로의 진출(침략)을 부르짖던 야마다에게서 "귀번의 곤핍함이 이와 같으니, 어디 조선의 약조를 어긴 죄를 외치며 이를 정복할 계책을 내어보겠는가?"라는 설득에 넘어가, 조선을 침략하자는 정한론을 주장하게 되었다. 그리고 겐지 원년(1864년)은 조선으로 진출(침략)하여야 한다는 내용의 건백(建白)을 제출하고 있다. 오시마의 이러한 입장은 그의 친구이기도 했던 가쓰라 고고로(桂小五郎, 기도 다카요시)에게도 전해져, 이후 가쓰라가 신정부의 고관이 되기에 이르러서는 오시마의 정한론이 일본의 정국에 큰 영향을 주게 된다.
게이오 2년(1866년)에 쓰시마로 돌아와 대감찰 · 소바요닌 등의 요직에 취임한다. 게이오 3년(1867년) 10월 14일, 대정봉환이 이루어졌다. 이보다 앞서, 에도 막부는 당시 조선과 영국 · 프랑스 간의 분쟁을 조정하기 위한 사절단 파견을 결정했다. 10월 25일 교토 유수거(留守居)의 책임에 있던 오시마는 도쿠가와 요시노부로부터 "예정대로 사절을 파견할 것이다"라고 진언을 받아, 그 취지를 오기마치산조 사네나루에게 전했다.
에도 막부가 조선에 보내기로 한 사절단은 앞서 조선이 병인양요(1866년)의 전말을 적은 서계(書契)를 쓰시마 후추번을 통해 에도 막부에 전달한 것에 대한 회답으로써, 조선에서 병인양요와 제너럴셔먼호 사건으로 조선의 인근 바닷가에서 소동이 일게 된 데에 대한 위로와 교린의 의리로 사절단을 파견하고자 한다는 것이 사절 파견의 취지였다. 그런데 그 당시 홍콩(香港)에 머물고 있던 일본인 야도 마사요시(八戶順叔)가 일본측의 사절 파견을 침공설로 과장 날조한 내용을 당시 청의 광동(廣東)에서 발행되던 중외신문(中外新聞)에 투고하여 보도했고(팔호사건), 청나라 예부 자문(1867년 4월 10자)를 통해 이와 같은 내용이 조선에 알려지면서 조선 정부는 쓰시마에 사실 여부에 대한 해명을 요구하며 일본측의 사절단 파견을 정식으로 거부해버렸다.
게이오 4년(1868년) 윤4월 6일, 쓰시마 번주 소 요시아키라는 정부에 상신서를 제출하여 쓰시마 후추번과 조선과의 관계를 설명한 후 대조선 관계의 쇄신과 쓰시마 후추번 구제를 호소했다. 이에 따라 오시마는 외국관판사(外国官判事) · 고마쓰 기요카도 등과 회견하여 외교 쇄신 문제에 대해 협의하고, 쓰시마 번에 도움을 구했다. 이때의 요청은 기각되었지만 나중에 오시마가 다시 청원하여, 그 요청의 일부인 다조칸사쓰(太政官札)) 대출이 인정되었다. 또한, 이때의 오오시마는 조선 정부가 이제까지 쓰시마에 대해 문인(文引)과 세사미(歲賜米)를 급여해 오던 것을 두고 “문인은 조선에서 보낸 도서(인부 즉 관인)를 말한다. 이는 조선국 군주가 관직을 신하에게 줄 때 급여하는 동인(銅印)인바, 각기 성명을 새긴 도장으로서 감합지인(勘合之印)이라 칭한다. 이같이 쓰시마 섬의 도주가 전례대로 받아왔으니, 이는 다이슈(對州)의 무지불문(無知不文)의 소치가 아닐 수 없다. 조선이 쓰시마 도주를 번신(藩臣) 대우함은 비례(非禮)로서 참을 수 없는 유감지사이다.”라고 비난하였으며, 조선 정부의 국서수리 거부를 계기로 "대조선 소극정책을 지양하고 대조선 적극정책으로 침략전쟁에 의해 정복한 한반도를 발판으로 삼아 동양을 제패해야 한다"는 주장을 적극적으로 피력하면서 한편으로는 협상에 의한 조선과의 외교 관계 수립을 주장하기도 하였다.
1869년(메이지 2년) 2월 상순, 쓰시마 번 직제 개혁에 의해 참정으로 전임된 오시마는 조선의 사정을 시찰하기 위해 초량왜관에 파견되었다. 여기서 서계 문제에 의해 교착 상태에 빠져 있던 대조선 협상에 참여하게 된다. 오시마가 조선 측의 동래부 왜학훈도(倭學訓導) 안동준(安東晙)을 만나 일본의 국서를 접수해 줄 것을 요청했지만 안동준은 일본의 왕정복고 소식을 알리는 데서 나아가 '황실'이니 '봉칙'이니 하는 표현이 들어간 일본측 국서의 형식이 기존의 서계 양식과는 맞지 않는다는 이유를 들어 수리를 거부했다. 3월 11일, 오시마는 왜관을 떠나 대마도로 돌아왔다.
5월 13일 대조선 교섭이 정체되는 것을 보다 못한 일본 신정부는 쓰시마 번에 대조선 교섭권 접수를 시사했다. 이것이 실행되면, 즉 쓰시마 후추번에 의한 양국 관계의 쇄신은 실패로 끝나게 되고 그것을 이유로 쓰시마 후추번에 대한 재정 구제도 거부될 우려가 있었다. 이에 오시마는 지금까지의 협상 경과를 설명하고 협상이 정체되는 책임은 쓰시마 번이 아니라 조선에 있다며 조선의 정치는 다른 외국 관에는 상상하기 어려운 복잡한 것으로, 쓰시마 번을 거치지 않고는 조약 체결의 전망은 없다는 상신서를 제출했다. 그후 곧 판적봉환, 그리고 외무성의 설치가 진행되며 쓰시마 후추번의 대조선 교섭권도 접수될 위기에 처했지만, 항의 결과로 예전대로 쓰시마 후추번(8월 7일에 이즈하라 번으로 개칭)에서 맡게 되었다.
1870년(메이지 3년) 5월, 오시마는 다시 협상을 위해 조선으로 파견되는 쓰시마 후추번의 통사(通詞) · 우라세 유타카(浦瀬裕, 우라세 사이스케浦瀨最助)에 대해 '등대론'(等対論)을 내시하였다. 이것은 조선측에서 제시한 서계 문제에 관해 일단은 조선 측의 주장을 인정하고 기존의 서식의 서계로 국교 조정이라는 목적을 1차적으로 달성한 후 다시 협상하면 된다는 것이었다. 우라세는 이에 따라 6월 11일 조선의 훈도 안동준과의 협상에서 "천황 칭호가 문제시된다면 칭호는 잠시 제쳐두고 조선과 일본 양국이 주체가 되어 동등한 국가 대 국가로써 교섭하자"고 제안했고, 안동준도 이를 탁견이라며 7월 8일까지 회답을 주겠다고 하는 등, 긍정적인 대답을 이끌어낼 수 있었다. 그러나 같은 시기 헤르타(Hertha) 호 사건이 발생하면서 협상은 또 다시 좌초하고 말았다. 7월 8일에 우라세를 만난 안동준은 조선 정부는 일본이 외국과 공모하여 조선을 침략하려는 의도에서 헤르타 호 사건을 일으킨 것으로 여기고 있기 때문에 이번 조정안을 거절할 수밖에 없으며 팔송사(八送使)의 접대 역시 어려울 수 있다고 통보한 것이다.
1871년(메이지 4년) 7월 14일, 폐번치현이 선포되고 지번사(知藩事) · 시게마사(重正, 요시아키라에서 개명)의 가역에서도 파면되게 되었다. 이에 불만을 품은 오시마는 7월 23일 외무성의 히로쓰 히로노부(작가 히로쓰 류로의 아버지)과 간담회를 했다. 히로쓰는 시게마사를 외무대승(外務大丞)에 임명하여 조선에 파견할 것을 제안했고, 오시마도 이에 동의했다. 그리고 시게마사가 외무대승, 오시마가 외무성준주임출사(外務省准奏任出仕)로 임명되어 조선 파견을 명령받았다. 그러나 실제로 오시마들이 조선에 파견된 것은 아니었다. 조선이 신미양요로 미국과 충돌하게 되면서 조선으로써도 대일본 교섭 문제가 후순위로 밀려난데다, 일본에서도 외무경이 잇달아 교체되면서 대조선 문제는 방치되었고, 겨우 관련 문제를 돌아보게 되었을 때는 소 씨를 파견하는 것에 대한 반대 의견이 나와 파견을 중단시키기에 이르렀던 것이다. 시게마사를 대신하여 옛 이즈하라 번 사가라 마사키(相良正樹)가 조선에 파견된 반면, 12월 28일, 오시마는 외무성의 직책에서 면직되었다.
1872년(메이지 5년) 오시마 도모노조는 쓰시마로 돌아와 관직에서 물러나고 가독을 아들 구니타로(邦太郎)에게 양보했다. 1876년(메이지 9년)부터 규슈을 돌기 시작하여 1877년(메이지 10년)에 오사카에 다녀올 때 세이난 전쟁이 발발하였음을 듣고, 기도 다카요시를 찾아 가서 시사에 대해 논했다. 1882년(메이지 15년), 나가사키에서 병사하였다. 1915년(다이쇼 4년), 정5위가 추증되었다.
일본의 영화 감독 오시마 나기사는 오시마 도모노조의 증손에 해당한다.

## 참고 문헌
- 『서남기전』 하권1 ( 흑룡회 본부, 1911년) 598-600쪽
- 田保橋潔 『近代日鮮関係の研究 上』( 1940년, 조선총독부 중추원)
- 諸洪一 「明治初期日朝関係の再編と対馬」(1996년)